# CFD
CFD (англ. Complement factor D) – білок, який кодується однойменним геном, розташованим у людей на короткому плечі 19-ї хромосоми. Довжина поліпептидного ланцюга білка становить 253 амінокислот, а молекулярна маса — 27 033.
| 10         |  | 20         |  | 30         |  | 40         |  | 50         |
| ---------- |  | ---------- |  | ---------- |  | ---------- |  | ---------- |
| MHSWERLAVL |  | VLLGAAACAA |  | PPRGRILGGR |  | EAEAHARPYM |  | ASVQLNGAHL |
| CGGVLVAEQW |  | VLSAAHCLED |  | AADGKVQVLL |  | GAHSLSQPEP |  | SKRLYDVLRA |
| VPHPDSQPDT |  | IDHDLLLLQL |  | SEKATLGPAV |  | RPLPWQRVDR |  | DVAPGTLCDV |
| AGWGIVNHAG |  | RRPDSLQHVL |  | LPVLDRATCN |  | RRTHHDGAIT |  | ERLMCAESNR |
| RDSCKGDSGG |  | PLVCGGVLEG |  | VVTSGSRVCG |  | NRKKPGIYTR |  | VASYAAWIDS |
| VLA        |  |            |  |            |  |            |  |            |

A: Аланін

C: Цистеїн

D: Аспарагінова кислота

E: Глутамінова кислота

G: Гліцин

H: Гістидин

I: Ізолейцин

K: Лізин

L: Лейцин

M: Метіонін

N: Аспарагін

P: Пролін

Q: Глутамін

R: Аргінін

S: Серин

T: Треонін

V: Валін

W: Триптофан

Кодований геном білок за функціями належить до гідролаз, протеаз, серинових протеаз. 
Задіяний у таких біологічних процесах, як імунітет, вроджений імунітет, альтернативний шлях активації комплементу. 
Секретований назовні.